# Sándor Imre (közgazdász)
Sándor Imre, dr. (Tar, 1933. május 16. - Budapest, 2007. június 7.) magyar közgazdász, a hazai kommunikációs iparág egyik elméleti megalapozója, professzor emeritus, a Corvinus Egyetem Média, Marketingkommunikáció és Telekommunikáció Tanszékének korábbi vezetője.

## Művei
- Dr. Sándor Imre: A reklám alapjai. Tankönyvkiadó, Budapest, 1975, 1982
- Sándor Imre: A reklám és funkciói a szocialista gazdaságban. Akadémiai Kiadó, Budapest, 1979, ISBN 963 051765 5

## Emlékezete
A Magyar Public Relations Szövetség 2012-ben alapította a Sándor Imre PR-díjat, amely Ez a díj az élenjáró magyarországi pr-ügynökségek munkáját ismeri el.